# Micro-région de Pápa
La micro-région de Pápa (en hongrois : pápai kistérség) est une micro-région statistique hongroise rassemblant plusieurs localités autour de Pápa.